# Tachybaptus tricolor
Il tuffetto tricolore (Tachybaptus tricolor (G.R.Gray, 1861)) è un uccello della famiglia Podicipedidae.

## Distribuzione e habitat
Questa specie è diffusa a Giava, Sulawesi, nelle Piccole Isole della Sonda, in Nuova Guinea e nelle isole Salomone.

## Tassonomia
Questa entità era in passato inquadrata come sottospecie di Tachybaptus ruficollis. Il Congresso ornitologico internazionale (2018) la riconosce come specie a sé stante, con tre sottospecie:
- Tachybaptus tricolor tricolor (G.R. Gray, 1861), diffusa da Sulawesi alla Nuova Guinea e nelle Piccole Isole della Sonda
- Tachybaptus tricolor collaris (Mayr, 1945), diffusa dalle regioni nord-orientali della Nuova Guinea all'isola di Bougainville (isole Salomone)
- Tachybaptus tricolor vulcanorum (Rensch, 1929), diffusa da Giava a Timor